# منطقه یائو تسیم مونگ
منطقه یائو تسیم مونگ
منطقه:یائو تسیم مونگ (به لاتین: Yau Tsim Mong District)  
موقعیت: هنگ کنگ، چین  
جمعیت: ۱۰۷٬۳۶۶ نفر
منطقه یائو تسیم مونگ یکی از مناطق هجده‌گانه هنگ کنگ است که به خاطر ترکیب فرهنگی و اقتصادی خود شناخته می‌شود. این منطقه شامل محله‌های معروفی مانند **مونگ‌کاک** و **تسیم‌شا تسوی** است که به عنوان مراکز خرید و تفریحی پرطرفدار شناخته می‌شوند. 
یائو تسیم مونگ به دلیل وجود بازارهای محلی، رستوران‌ها و جاذبه‌های گردشگری، یکی از مقاصد محبوب برای ساکنان و گردشگران است. این منطقه همچنین به خاطر زندگی شبانه پرجنب‌وجوش و تنوع فرهنگی‌اش معروف است. 
علاوه بر این، یائو تسیم مونگ به عنوان یک مرکز حمل و نقل مهم در هنگ کنگ شناخته می‌شود و دسترسی آسان به دیگر مناطق شهر را فراهم می‌کند. با توجه به جمعیت بالای این منطقه، یائو تسیم مونگ به عنوان یکی از مناطق پرجمعیت و پرتحرک هنگ کنگ به شمار می‌آید. 
این منطقه با تاریخ غنی و فرهنگ متنوع خود، نقش مهمی در شکل‌گیری هویت شهری هنگ کنگ ایفا می‌کند و به عنوان یک نقطه کانونی برای فعالیت‌های اجتماعی و اقتصادی در این شهر شناخته می‌شود.